# Villa Ghersi-Carrega
La Villa Ghersi-Carrega è una villa storica di Genova. 

## Storia
La villa è situata nel quartiere di Bolzaneto (All'interno della città metropolitana di Genova), in Via Costantino Reta 3 all'ingresso di Bolzaneto provenendo da Rivarolo.
L'edificio è stato costruito nel XVII Secolo dalla famiglia Ghersi e successivamente venduto ad Antonia Carrega. Ha ospitato il pittore fiammingo Van Dyck. 
Nel corso del XX secolo ha cambiato destinazione d'uso diverse volte; ha ospitato classi di scuola materna ed elementare è stata anche succursale della scuola media Piero Gaslini fino al 2004.

Attualmente è sede del municipio V della Valpolcevera.

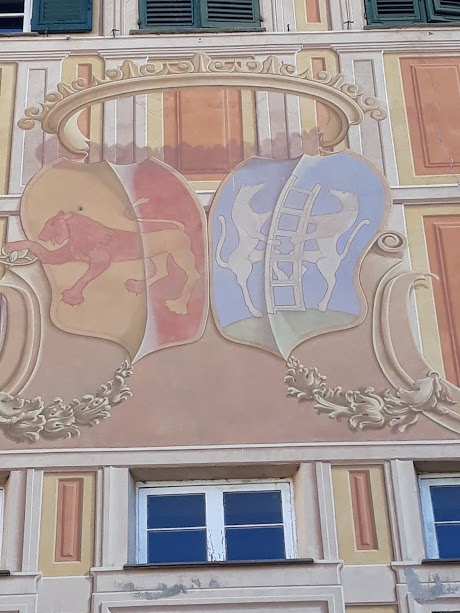
Stemmi delle famiglie Ghersi e Carrega

## Architettura e aspetto del palazzo
La facciata della villa ha avuto un recente restauro. Nella parte superiore della facciata  è presente l'affresco di due blasoni nobiliari delle famiglie Ghersi-Carrega essi rappresentano un leone rampante e una scala a pioli tra due cani.
Risalta il piano nobile dove si possono notare ampie finestre che nascondono grandi saloni e piccole aperture chiamate mezzanini che individuano il piano della servitù. 

## Giardino e Risseu
Il risseu che ora si trova nella corte posteriore del palazzo è vicino a quello che resta dell'antico ninfeo. In passato era collocato vicino alla vecchia sede della chiesa della Neve, edificata nell'antica piazza del centro di Bolzaneto. Successivamente è stato riportato alla luce e collocato nell'attuale posizione.